# Heinrich Stillings Wanderschaft

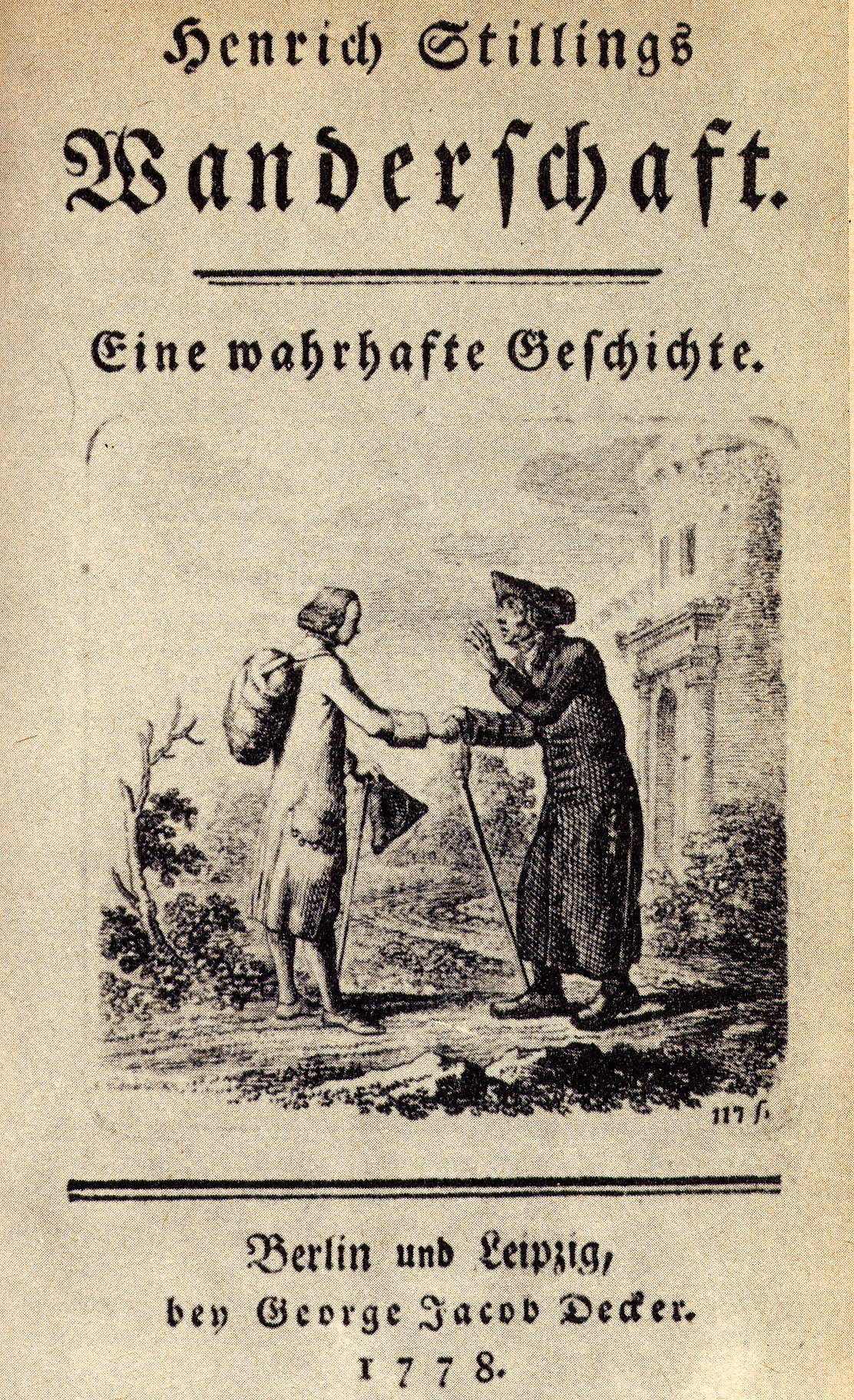
Titelbild der Erstausgabe von Henrich Stillings Wanderschaft aus dem Jahr 1778 (anonymer Stich): Pastor Molitor verabschiedet Henrich mit Segenswünschen.

Heinrich Stillings Wanderschaft (ursprünglich Henrich Stillings Wanderschaft) ist der dritte Teil der Autobiographie von Johann Heinrich Jung (genannt Jung-Stilling), erschienen 1778. Als Fortsetzung von Heinrich Stillings Jugend (1777) und Heinrich Stillings Jünglingsjahre (1778) reicht er vom Weggang aus seiner Heimat mit 21 Jahren bis zu seiner Doktorpromotion. Es folgten noch Heinrich Stillings häusliches Leben (1789), Heinrich Stillings Lehrjahre (1804).

## Inhalt
Auf den ersten Etappen seiner Wanderschaft setzt sich Henrichs Lebensproblematik fort: die Schwierigkeit, sein Leben zu finanzieren, der Wechsel zwischen Schneiderhandwerk und Lehramt und die Suche nach seiner gottgewollten Berufung. Sein Weg führt aus Salen über Holzheim (im Wirtshaus erzählt ihm Conrad Brauer, wie ihn sein Bruder betrogen hat), Dornfeld (Prediger Dahlheim kann ihm keine Stelle verschaffen), Rasenheim und Schönenthal nach Schauberg, wo ihm Pastor Stollbein, der Sohn seines Florenburger Predigers, eine Stelle als Schneidergeselle bei Meister Nagel vermittelt. Er wird von den frommen Leuten freundlich aufgenommen. Ebenso ergeht es ihm später bei Meister Isaak im Städtchen Waldstätt, in dessen christlicher Gesellschaft er sich sehr wohl fühlt. Sie befreunden sich, und Isaak nimmt Henrich mit zu Besuchen bei Freunden in der Umgebung. Wie hier so findet er auf allen Stationen seines Weges in den pietistischen Kreisen sehr schnell Freunde, die seine Lebensgeschichte hören wollen und ihm ihre eigenen erzählen. 
Zwischen diesen beiden Beschäftigungen muss er eine weitere schmerzliche Erfahrung machen, weil er, wie er sich später vorwirft, von dem ihm vorbestimmten Weg abgewichen ist. In Schauberg hat er nämlich eine Vision und beschließt, nie mehr gegen Gottes Plan nach Höherem zu streben. Doch drei Wochen später wird er durch Vermittlung des Stadtschulmeisters Hauslehrer beim reichen Kaufmann Hochberg, der in der Nähe von Holzheim in einem großbürgerlichen Haus wohnt. Dort herrschen gehobene Umgangsformen, die er erst lernen muss. Von morgens bis zum Abend unterrichtet er bis zur Erschöpfung die drei artigen Kinder. Mit seiner Arbeit ist die prächtig gekleidete Herrin zwar zufrieden, aber wegen seiner abgetragenen Kleidung misstraut man ihm und hält menschlichen Abstand zu ihm. Darauf verfällt er in eine tiefe Depression. Er klagt Pastor Brück sein Unglück, dieser erklärt seine Leiden als „Läuterungsfeuer […] wodurch ihn die ewige Liebe von seinen Unarten fegen und ihn zu etwas Sonderbaren geschickt machen wolle“. Doch der Trost hilft ihm nur kurze Zeit und im April 1762 kann er die Situation nicht mehr ertragen, verlässt ohne Abschied und Lohn das Haus irrt durch die Gegend und wandert nach erneuter göttlicher Eingebung, die er allein im dunkeln Wald hat, nach Waldstätt, wo er Geselle bei Schneidermeister Isaak wird. Aber gerade dieser gute Meister fördert, freilich ohne Absicht, 1763 seine Abwerbung und Henrich sieht auch darin, wie in seinen Misserfolgen, einen Wink der göttlichen Vorsehung, dem er folgen muss, auch ihm der Weg nicht klar ist. Einer von Isaaks Kunden, der Kaufmann Spanier in Rothenbeck, löst Henrich aus seinem Vertrag, entschädigt den Meister für seine Aufwendungen und engagiert Stilling als Hauslehrer. Zur Erweiterung seines Unterrichtsangebots finanziert er ihm eine zweimonatige Ausbildung in Französisch beim Sprachlehrer Heesfeld in Dornfeld. Stilling bleibt sieben Jahre bei Spanier, unterrichtet die Kinder, hilft auch bei den Geschäften mit dessen Eisenwaren und lernt in der Bibliothek philosophische Schriften von Wolff, Gottsched, Leibnitz u. a. kennen, die ihm aber bei der Suche nach den Leitlinien seines Lebens nicht weiter helfen. Nach knapp dreieinhalb Jahren unterbricht er seine Arbeit, nimmt Urlaub und besucht seine Familie: den Onkel, Vater und Stiefmutter und die im Sterben liegende Großmutter.
Nach seiner Rückkehr nach Rothenbeck bahnt sich schrittweise Henrichs neue Entwicklungsstufe an. Bei der Lektüre bekommt er plötzlich Lust, beim Pastor Seelburg griechisch und hebräisch zu lernen, was Spanier auf die Idee bringt, Stilling müsse Medizin studieren, zuerst einmal autodidaktisch mit Hilfe von Fachbüchern. Eine große Chance ergibt sich, als Henrich beim Besuch seines Onkels erfährt, dass der alte Priester und Augenarzt Molitor ein Skript über seine Behandlungsmethoden verfasst hat, das er einem geeigneten Nachfolger übergeben möchte. Henrich wird mit Molitor über die Bedingungen einig, die dieser bei ihrem Abschied formuliert (Titelbild): „Der Allgegenwärtige! Bewirke Sie durch seinen heiligen Geist: zum besten Menschen, zum besten Christen und zum besten Arzt!“. Nachdem Henrich sich dann auch mit Spanier über die neue Arbeitsteilung verständigt hat, arbeitet er sich in die neue Materie ein und hat bei seinen ersten Behandlungen Erfolg. 1769 lernt er durch einen seiner augenkranken Patienten in Rasenheim dessen Nachbarn, den Kaufmanns Friedenberg, kennen. Bei seinen vierzehntäglichen Visiten logiert er bei ihm, sie befreunden sich und er behandelt die kränkliche, oft von Schwermut befallene älteste Tochter, die zwanzigjährige Christine. Sie ist in ihn verliebt und er mag das niedliche, artige junge Mädchen. Sie verloben sich heimlich und ihr Zustand bessert sich darauf hin. Nach kurzer Zeit informieren sie die Eltern, und Friedenberg willigt ein, obwohl die Zukunft des Freundes nicht gesichert ist und er ihm kein medizinisches Studium an einer Universität finanzieren kann. Doch Henrich will diese Ausbildung beginnen und hofft in seinem Gottvertrauen auf die Lösung der finanziellen Probleme. Und das Projekt gelingt durch mehrere glückliche Fügungen.
Zwar ist ihm sein bisheriger Gönner Spanier nichts mehr schuldig und nicht bereit, ihn zu unterstützen, da er andere Pläne mit ihm hatte, doch Friedenberg gibt ihm ein Startgeld, und er ergreift die Gelegenheit, mit dem Wundarzt Troost zusammen über Frankfurt und Mannheim nach Straßburg zu reisen. Auf wunderliche Weise helfen ihm immer wieder pietistische Kaufleute, Verwandte aus der Heimat, sein Schwiegervater und sogar sein Vermieter, wenn während der drei Jahre seine Geldnöte am größten sind. Er belegt an der Universität Kurse in Naturlehre, Anatomie mit Präparationen, Geburtshilfe usw. und sammelt Erfahrung in der Behandlung von Kranken im Hospital. Er arbeitet gewissenhaft und wird dafür von seinen Professoren gelobt. Neben seinem Studium erweitert Henrich seinen philosophischen und literarischen Horizont, v. a. durch die Freundschaft mit Goethe, dem er in seinem Kosthaus begegnet und mit dessen Unterstützung er in die „Gesellschaft der schönen Wissenschaften“ aufgenommen wird, der u. a. Lenz, Lerse und später auch Herder angehören. Durch sie lernt er Dichtungen von Ossian, Shakespeare, Fielding und Sterne kennen, und er hält an der Universität Vorlesungen in Philosophie. Goethe bewundert ihn wegen seines tapferen Lebenskampfes, akzeptiert seine konsequente Religiosität und nimmt ihn gegen den Spott der Freigeister in Schutz. Unterbrochen wird dieses geordnete Leben durch eine beunruhigende Nachricht. Nach einem Theaterbesuch von Romeo und Julia erfährt er durch einen Brief Friedenberrgs, dass seine Verlobte während seiner Abwesenheit immer schwächer und schwermütiger geworden ist, und er bittet ihn, nach Hause zu kommen. Er reist sofort mit dem Schiff über Mainz nach Köln, wobei er den Mordversuch zweier Räuber überlebt, dann zu Fuß nach Rasenheim. Christine erholt sich durch seine Anwesenheit und sie heiraten. Zum Abschluss seines Studiums kehrt Henrich nach Straßburg zurück, macht 1772 sein Examen und erhält die Lizenz und den Doktorgrad. Jetzt kann er mit Christine nach Schönenthal ziehen und dort eine Praxis eröffnen. Als er nach seiner Rückkehr aus Straßburg seine glückliche Frau umarmt, sagt er zu ihr: „[U]nser ganzes Leben in Zeit und Ewigkeit soll lauter Dank sein. Freue dich nun, dass uns der Herr bis dahin geholfen hat.“

## Stil
Im Gegensatz zu den vorigen Bänden enthält die Wanderschaft keine allegorischen Geschichten. Dafür gibt es eine Anekdote von der Bekehrung eines rabiaten Ehemannes durch seine fromme Frau („der Mann, der das getan hat, bist du!“, vgl. 2. Buch Samuel 12, Vers 7). In einem langen Gedicht dankt der Autor seinem Meister Isaak, in einem Zweizeiler Gott für seine Hilfe, im Abschlussgedicht weiht er Gott sein Leben. Von einem Reisegenossen erzählt er eine tragische Liebesgeschichte mit glücklichem Ausgang.
Wiederholt beschreibt er innere Entscheidungskämpfe und Erweckungserlebnisse, dann seinen göttlich eingegebenen Trieb zum Fortkommen und verblüffende intellektuelle Leistungen. Bibelzitate sind häufig. Zugenommen hat auch die Charakterisierung von Personen, wobei er die Charakterlehre von Johann Kaspar Lavater erwähnt.

## Erwähnte Orte, Personen und Bücher
Orts- und Personennamen wurden wieder verschlüsselt: Holzheim ist Hückeswagen, Rasenheim ist Ronsdorf, Schönenthal ist Elberfeld, Schauberg ist Solingen, Waldstätt ist Radevormwald, Rothenbeck ist Neuenrade. Meister Isaak ist Johann Jakob Becker, Herr Spanier ist Peter Johannes Flender.
Zur Tischgesellschaft gehörten neben Stilling und seinem Reisebegleiter Troost insgesamt Johann Wolfgang von Goethe, Waldberg (der Arzt Johannes Meyer), ein Herr Melzer, Leose (Franz Christian Lerse), dann ein guter Rabe mit Pfauenfedern und Herr Aktuarius Salzmann (Johann David Salzmann). Jakob Michael Reinhold Lenz kommt später vor.
Stilling erwähnt, bei Spanier u. a. folgende Bücher gelesen zu haben: Paradise Lost von John Milton, Night Thoughts on Life, Death and Immortality von Edward Young, Der Messias von Friedrich Gottlieb Klopstock, Wolffs teutsche Schriften ganz, desgleichen Gottscheds gesamte Philosophie, Leibnizens Theodizee, Baumeisters kleine Logik und Metaphysik. Nach seinem Entschluss zum Medizinstudium erwähnt er noch die Naturlehre von Johann Gottlob Krüger. Göthe macht ihn mit den Werken von Ossian, Shakespeare, Henry Fielding, Laurence Sterne bekannt.